# George de Cantilupe
George de Cantilupe, o de Cantilupo (Monmouthshire, 7 aprile 1251 – 18 ottobre 1273), è stato un nobile inglese.

## Biografia
George de Cantilupe (1252–1273) (anticamente Cantelow, Cantelou, Canteloupe, ecc., latinizzato in de Cantilupo)  è stato Lord di Abergavenny delle Marche del Galles del sud sotto Edoardo I d'Inghilterra. Era nato il 29 marzo 1252 nel Castello di Abergavenny nel Monmouthshire, figlio di William III de Cantilupe e Eva de Braose. Sposò Margaret de Lacy, della potente dinastia dei de Lacy, figlia di Edmondo de Lacy, 2 Conte di Lincoln e di sua moglie Alasia di Saluzzo, figlia di Manfredo III, Marchese di Saluzzo e Beatrice di Savoia.
Le sue altre proprietà, oltre a Abergavenny, includevano anche la corte di Bridgwater nel Somerset. Morì il 18 ottobre 1273, a 21 anni. Gli succedette il nipote John Hastings, I Barone Hastings.